# 12341 Келевуе
12341 Келевуе (12341 Calevoet) — астероїд головного поясу, відкритий 27 січня 1993 року.
Тіссеранів параметр щодо Юпітера — 3,506.